# كولي نمبر ون
كولي نمر ون (بالإنجليزية: Coolie No. 1)‏ وبالعربية معناه (حمال رقم واحد) فيلم صدر في سنة 2020 من إخراج ديفيد دهاوان وبطولة فارون دهاوان وسارة علي خان

## قصة فيلم
بعد تعرض الكاهن للإهانة من قبل رجل أعمال ثري يدعى جيفري، يعلمه الكاهن جاي كيشين درسًا عن طريق تزويج ابنته من راجو – وهو كولي يتظاهر بأنه مليونير، سرعان ما تم الكشف عن هوية راجو الحقيقية، لكنه يكتب قصة وجود توأم ثري قذر، كذبة واحدة تؤدي إلى كذبة أخرى واخرى وتبدأ الأمور في الخروج عن السيطرة.